# Sinan Ören
Sinan Ören (Eskişehir, 21 november 1987) is een doelman van Turkse oorsprong. Hij stroomde in 2004 door vanuit de jeugd van Eskişehirspor, waar hij sindsdien hoofdzakelijk dienstdoet als reservedoelman. Sinan speelde op 14 februari 2006 één wedstrijd in Turkije -19, tegen België -19.